# Bouncing off the Satellites
Bouncing off the Satellites è il quarto album in studio del gruppo musicale new wave statunitense The B-52's, pubblicato nel 1986.

## Tracce
Lato 1
1. Summer of Love – 4:02
2. Girl from Ipanema Goes to Greenland – 4:22
3. Housework – 4:04
4. Detour Thru Your Mind – 5:06
5. Wig – 4:22

Lato 2
1. Theme for a Nude Beach – 4:50
2. Ain't It a Shame – 5:30
3. Juicy Jungle – 4:50
4. Communicate – 4:08
5. She Brakes for Rainbows – 4:41

## Formazione
- Kate Pierson - voce
- Fred Schneider - voce
- Keith Strickland - voce, basso, chitarra, armonica, percussioni, tastiere, altri strumenti
- Cindy Wilson - voce
- Ricky Wilson - voce, chitarra, basso